# Dooddeur
Een dooddeur of doodsdeur is een dode deur ofwel een niet gebruikte deur. De term komt vooral voor in de Zaanstreek en in Waterland, waar in de huizen zich in de voorkamer vaak een ambachtelijk bedrijfje bevond. Later verdwenen dit soort bedrijfjes en werd de ruimte ingenomen door de mooie kamer of pronkkamer. Het was niet gepast deze ruimte bij het binnengaan van het huis te betreden, en dus werd de voordeur niet meer gebruikt, behalve bij bijzondere gelegenheden. In West-Friesland was dit ook gebruikelijk bij boeren, zij hadden een rijk versierde rouw- en trouwdeur in de voorgevel.
Langzaamaan werd het gewoonte om, bij een sterfgeval, de overledene vanuit de mooie kamer via de doodsdeur naar buiten te dragen, waardoor de deur ook de betekenis van dodendeur kreeg. Een rijmpje zegt:
Dood en bruid gaan de voordeur uit.

## Kerk met dooddeur

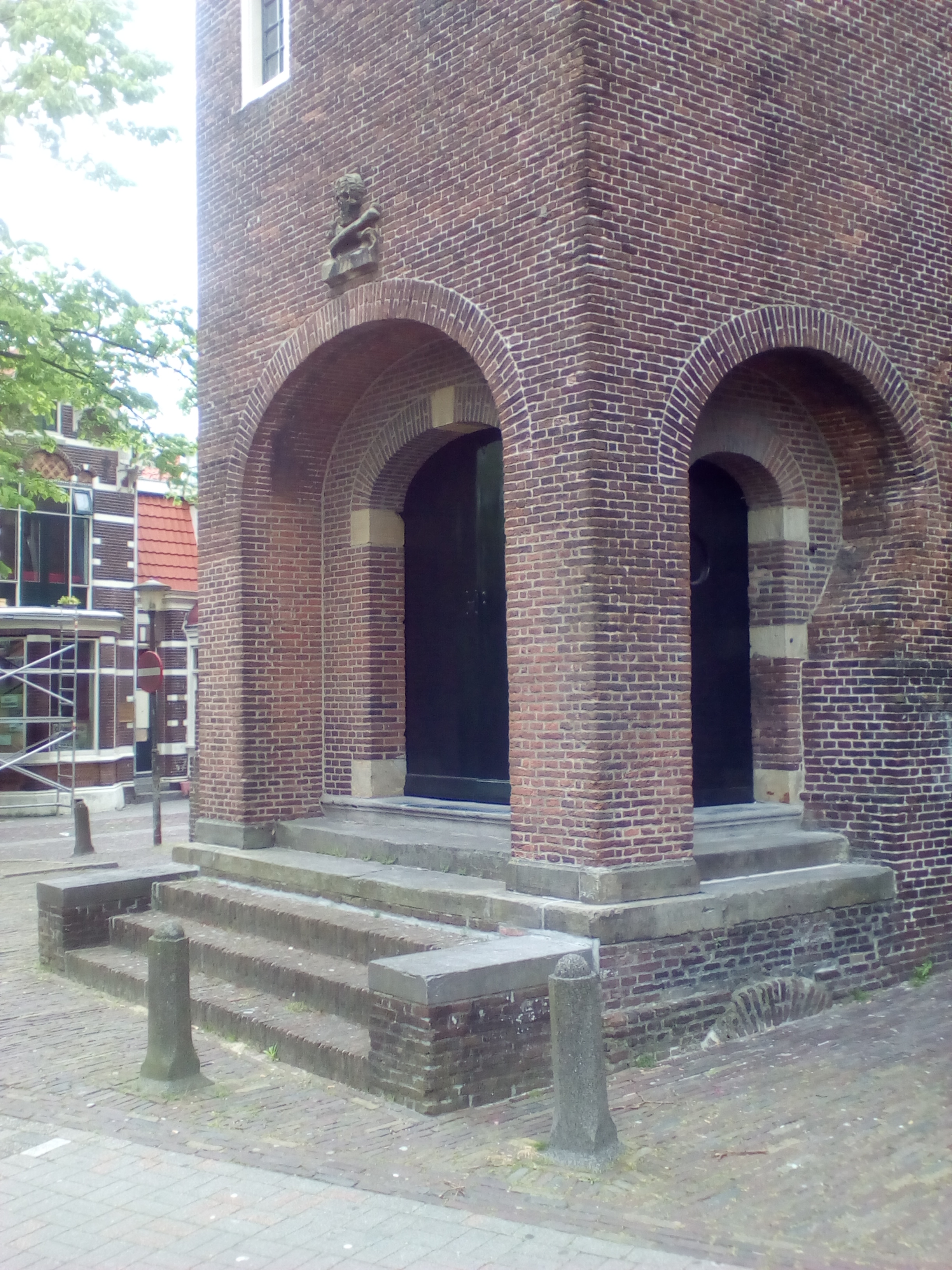
De dodendeur van de Bullekerk in Zaandam. Let op de schedel boven de deur.

De Westzijderkerk te Zaandam heeft een dooddeur met een geheel ander verhaal. Deze deur bevindt zich aan de achterzijde van de kerk. Naar verluidt zou de duivel de overledene vergezellen om zijn ziel op te eisen. Als de kist de kerk werd binnengedragen, durfde de duivel niet naar binnen. Hij bleef buiten wachten totdat de kist weer naar buiten zou komen. De kist werd echter aan de achterzijde de kerk uitgedragen. Door deze list miste de duivel zijn buit.